# Oudkleerkopers (Brugge)

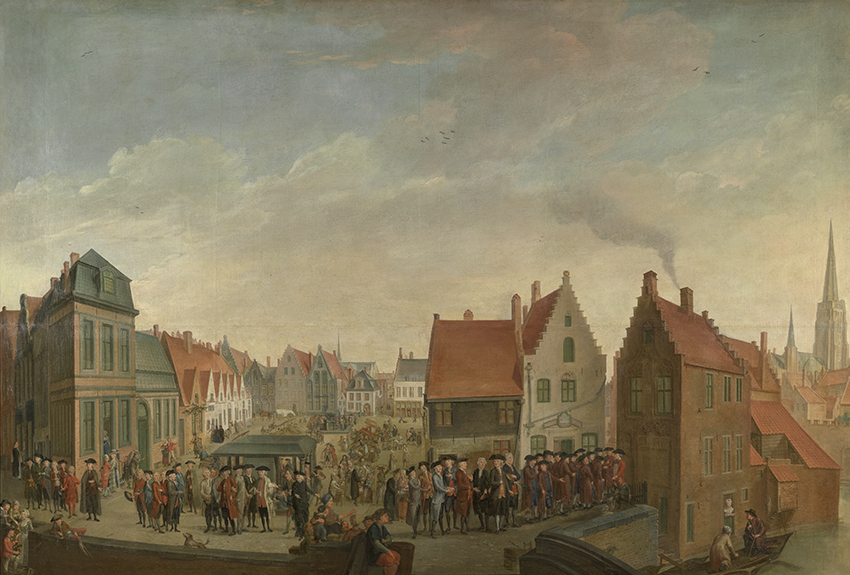
De Braamberg, met op de voorgrond de kleermakers en de oudkleerkopers

De oudkleerkopers vormden een ambacht in de textielsector in Brugge onder het ancien régime. Het ambacht van de oudkleerkopers was ondergeschikt aan het ambacht van de kleermakers of "scheppers", net als de coussesceppers.
De oudkleerkopers hadden als activiteit het verhandelen van nieuwe of reeds gedragen en herstelde kledingstukken. Ze hadden hiervan het monopolie; zelfs kleermakers mochten dit niet en mochten enkel op bestelling klederen maken en dit enkel met stoffen die hen door de besteller waren bezorgd. De oudkleerkopers daarentegen mochten allerhande klederen vervaardigen op basis van oude stoffen die ze in bezit hadden. Ze mochten ook oude klederen herstellen die ze in bezit hadden. Ze mochten geen nieuwe stoffen gebruiken en evenmin klederen op bestelling maken, zoals de kleermakers deden. Oude klederen mochten enkel ten huize van oudkleerkopers gekocht of verkocht worden. Het van huis tot huis langslopen om klederen op te kopen was voor iedereen, ook aan de oudkleerkopers, verboden.
De oudkleerkopers hadden de keuze hun waar te koop aan te bieden in hun eigen winkel of in een stal op de Vrijdagmarkt, maar moesten kiezen voor een van de twee. Zo bestonden nog talrijke andere regels, die alle werden afgedwongen door het opleggen van boeten of verbeurdverklaring van de goederen, in geval van overtreding. De controles werden uitgevoerd, niet alleen door de eigen deken en vinders, maar ook door de deken en vinders van de kleermakers.

## Lidmaatschap en bestuur
De oudkleerkopers werden bestuurd door een deken en zes 'vinders'. Bevelen door de 'eed' uitgesproken, akten en overeenkomsten, werden rechtsgeldig gemaakt door aanhechting van het ambachtszegel, waarop vermeld stond 't Segel der oude cleerkopers in Brugghe. Het ambacht had een 'gouverneur' in dienst die zich met het geldelijk beheer bezig hield, en ook een klerk voor de administratieve taken. Het ambacht beschikte ook over een eigen vlag.
De voorwaarden voor het verkrijgen van het meesterschap en hierdoor van het lidmaatschap waren:
- poorter van de stad Brugge zijn,
- beroepsbekwaamheid aantonen, na twee jaar leertijd,
- het beroep daadwerkelijk uitoefenen,
- de vereiste financiële lasten voldoen.

Zonen van oudkleerkopers konden al op vijftienjarige leeftijd meester worden. 
Alleen de meesters waren lid van het ambacht, maar het bestuur had ook rechtsmacht over de gezellen en de knapen. Het bestuur werd jaarlijks herkozen.

## Geschiedenis
Het ambacht, zonder dat we over een precieze stichtingsdatum beschikken, dateert al minstens van het midden van de dertiende eeuw. In 1297 werd het uitdrukkelijk vermeld naar aanleiding van een boete van 8 pond die het moest betalen. In 1302 werd het opnieuw vermeld vanwege heffingen die het moest betalen aan de stad Brugge in het kader van oorlogsexpedities: 12 paarden voor een expeditie tegen Douai, 4 paarden voor een expeditie tegen Grevelingen. In 1304 ontstond een geschil tussen de oudkleerkopers en de grauwwerkers betreffende hun respectievelijk aandeel in de stedelijke militie. In 1378/79 leverde het ambacht van de oudkleerkopers niet minder dan 60 sergeanten voor een Brugse expeditie naar Aardenburg.
Het feit dat op het einde van de 14e eeuw en het begin van de 15e eeuw een aanzienlijk aantal buitenlanders (40 tussen 1418 en 1434) het poorterschap van Brugge aanvroegen om er het beroep van oudkleerkoper te kunnen uitoefenen, mag doen aannemen dat dit de bloeiperiode van het ambacht was. Onder de oudkleerkopers bevonden zich welstellende burgers. In 1328 moest bijvoorbeeld borg getekend worden voor een lening van 20.000 pond die aan de stad Brugge werd verleend door de Florentijnse bankier Donaas de Pruches. Vier van de borgstellers hiervoor waren oudkleerkopers.
De oudkleerkopers bleven als ambacht bestaan tot in 1796. Dat de hele groep van ambachten, met voorop het ambacht van de kleermakers, steeds welvarend was, werd onder meer aangetoond toen in 1779 een ambachtshuis gebouwd werd langs de Steenhouwersdijk, met een plechtige gildekamer op de eerste verdieping. Een zaal die, na de openbare verkoop van nationale goederen, in het eerste kwart van de negentiende eeuw, de tempel werd van de vrijmetselaarsloge La Réunion des Amis du Nord. Ze bestaat nog steeds, geïncorporeerd in Hotel Die Swaene.
Op basis van de wetsvernieuwingen tussen 1363 en 1796, waarbij de dekens en bestuurders van het ambacht vermeld werden, kan men zich voorstellen dat het ambacht talrijke leden telde, aangezien men alleen al meer dan 500 leden telde die ooit in het bestuur zetelden. Heel wat van de vermelde namen behoorden tot vooraanstaande families.

## Beschermheilige
De oudkleerkopers hadden de heilige Nicolaas als hun patroon. Ze vereerden hem in de Sint-Nicolaaskapel in het gelijknamig straatje. Ze vereerden ook de heilige Laurentius en Onze-Lieve-Vrouw van de Zeven Weeën. Vanaf 1496 verhuisden ze naar de kapel van Onze-Lieve-Vrouw van de Zeven Weeën in de Sint-Salvatorskerk, waar ze een tijd de gelijknamige broederschap beheerden. Het ambacht beschikte ook over een eigen religieuze gilde met een vaste kapelaan, eigen kerkornamenten en eigen inkomsten. Onder de kerkornamenten bevonden zich twee zilveren kruisbeelden en twee zilveren ampullen, die door het stadsbestuur tijdens de Calvinistische Republiek in 1578 werden opgeëist. Deze religieuze gilde had een jaarlijks herkozen deken, lid van het ambacht, maar zonder te mogen cumuleren met een functie in het ambachtsbestuur van de oudkleerkopers.